# مؤتمر استرجاع المعلومات
مؤتمر استرجاع المعلومات هو سلسلة مستمرة من حلقات العمل التي تركز على قائمة مختلفة من المسارات أو مجالات البحث في علم استرجاع المعلومات. ويشارك في رعايته كل من المعهد الوطني للمعايير والتكنولوجيا (نيست) ومكتب التكنولوجيا التخريبية التابع لوزارة الدفاع الأمريكية. ولقد بدأ المؤتمر في عام 1992 كجزء من البرنامج النصي تيبستر. والغرض منه هو دعم وتشجيع البحث داخل مجتمع استرجاع المعلومات من خلال توفير البنية التحتية اللازمة لتقييم واسع النطاق لمنهجيات استرجاع النصوص وزيادة سرعة نقل التقنيات من المختبر للسوق التجاري.
لكل مسار تحديا فيه توفر نيست مجموعات البيانات والمشاكل التي سيتم اختبارها للمجموعات المشاركة. اعتمادا على المسار، قد تكون المشاكل عبارة عن أسئلة، أو موضوعات، أو ملامح استخراجيه الهدف. يتم توحيد الدرجات حتى يمكن تقييم الأنظمة بشكل عادل. بعد تقييم النتائج، ورشة العمل توفر مكانا للمشاركين لجمع الآراء والأفكار معا وتعرض العمل البحثي الحالي والمستقبلي.
المسارات الحالية:
تتم إضافة مسارات جديدة كبحث جديد حددت احتياجاته، هذه القائمة الحالية 2014 :
• مسار اقتراح الساقية- الهدف: لتحقيق بحث تقنيات لاحتياجات المعلومات المعقدة والتي تعتمد بشكل كبير على السياق ومصلحة المستخدم.
• مسار دعم القرار السريري- الهدف: لتحقيق تقنيات ربط الحالات الطبية للمعلومات ذات الصلة لرعاية المرضى.
• مسار بحث الويب- الموحدة-الهدف: لتحقيق التقنيات للتحديد والجمع بين نتائج البحث من عدد كبير من الخطوط الحقيقية لخدمات بحث الإنترنت.
• مسار تسريع قاعدة المعرفة-الهدف: لتطوير التقنيات لتحسين هائل لمعرفة الإنسان اساس المشرفين من خلال وجود نظام اقتراح وتعديلات/ ملحقات للكيلو
بايت عن طريق مراقبتها لتدفق البيانات.
• مسار المدونات الصغيرة- الهدف: لدراسة طبيعة الاحتياجات من المعلومات في الوقت الحالي ورضاهم عن سياق بيئة التدوين مثل تويتر.
• مسار الجلسات-الهدف: لتطوير الطرق لقياس جلسات الاستعلام المتعددة حيث ان المعلومات تحتاج لتوجيه أو للحصول على أكثر أو اقل تحديداً خلال الجلسة.
• مسار التلخيص الزمني-الهدف: لتطوير الانظمة التي تسمح للمستخدمين بمراقبة كفاءة المعلومات المرتبطة مع الحدث على مر الزمن.
• مسار شبكة الإنترنت-الهدف: لاستكشاف المعلومات التي تسعى السلوكيات المشتركة بالبحث عنها بشبكة الإنترنت بشكل عام.
المسارات القديمة:
• مسار الكيميائي-الهدف: لتطوير وتقييم التكنولوجيا للبحث بنطاق واسع بالمستندات المتعلقة بالكيمياء بما في ذلك الدراسات الاكاديمية وبراءات الاختراع لتحسين تلبية حاجات الباحثين المحترفين وبشكل خاص الباحثين الحاصلين على براءة اختراع والكيميائيين.
• مسار التعهيد الجماعي-الهدف: لتوفير مكان تعاوني لاستكشاف طرق التعهيد الجماعي على حد سواء لتقييم البحث ولأداء مهام البحث.
• مسار علم الجينوم-الهدف: لدراسة استرجاع البيانات الجينومية وليس فقط تسلسل الجينات ولكن ايضاً الوثائق الداعمة مثل الابحاث وتقرير المختبر.....إلى آخره. الخسارة لاخيرة في 2007 .
• مسار الكيان-الهدف: لاجراء ابحاث متعلقة بكيان البيانات على شبكة الإنترنت. هذه مهمات البحث (مثل ايجاد الكيانات وخصائص الكيانات) تلبية الاحتياجات من المعلومات التي ليست على غرار ذلك فضلاً عن وثائق خاصة.
• مسار اللغات المشتركة-الهدف: لتقرير ثنائية استرجاع الانظمة لإيجاد وثيقة موضوعية لمصدر اللغة.
• مسار التصفية-الهدف: لتقرير ثنائية استرجاع وثائق واردة جديدة تعطي المعلومات مستقرة الحاجة.
• مسار الصعب-الهدف: لتحقيق دقة عالية من استرجاع الوثائق من خلال الاستفادة من معلومات إضافية حول الباحث و/أو وسيلة البحث.
• مسار التفاعلي-الهدف: لدراسة تفاعل المستخدم مع نظام استرجاع النص.
• مسار القانوني -الهدف: لتطوير بحث التكنولوجيا التي تفي احتياجات المحامين المشاركة في عملية استكشاف مجموعات المستندات الرقمية.
• مسار السجلات الطبية –الهدف: لاستكشاف طرق للبحث عن المعلومات غير المهيكلة التي وجدت في سجلات المريض الطبية.
• مسار اليداع –الهدف: لتحقيق في قدرات نظم تحديد موقع جديد.
• مسار رد السؤال –الهدف: لتحقيق المزيد من استرجاع المعلومات التي توثق فقط استرجاع الإجابة الخبار الموجزة، قائمة واسلوب تعريف السؤال.
• مسار الاسترجاع القوي –الهدف: التركيز على فعالية المواضيع الفردية.
• مسار اهمية ردود الفعل-الهدف: المزيد من عمق التقييم من المناهج الحالية والمقترحة تصفية البريد المزعج.
• مسار التيرابايت-الهدف: للتحقيق في ما إذا كان أو كيف يمكن للمجتمع تقييم مقياس التقليدي القائم على الاشعة تحت الحمراء جمع اختبار لمجموعة
كبيرة بشكل ملحوظ.
• مسار الفيديو-الهدف: للبحث التلقائي واسترجاع تجزئة وفهرسة والمحتوى القائم من الفيديو الرقمي
ب عام 2003 , هذا المسار أصبح له تقييم مستقل خاص به.
* احداث متعلقة:
بعام 1997 أطلق نظيره الياباني سميت (جمع اختبارات خط الحد الشمالي لنظام الاشعة تحت الحمراء)
و بعام 2000 أطلق نظيره الأوروبي وسمي (منتدى تقييم اللغات المشتركة)